# Codex Leicester
 (janvier 2019).
Si vous disposez d'ouvrages ou d'articles de référence ou si vous connaissez des sites web de qualité traitant du thème abordé ici, merci de compléter l'article en donnant les références utiles à sa vérifiabilité et en les liant à la section « Notes et références ».

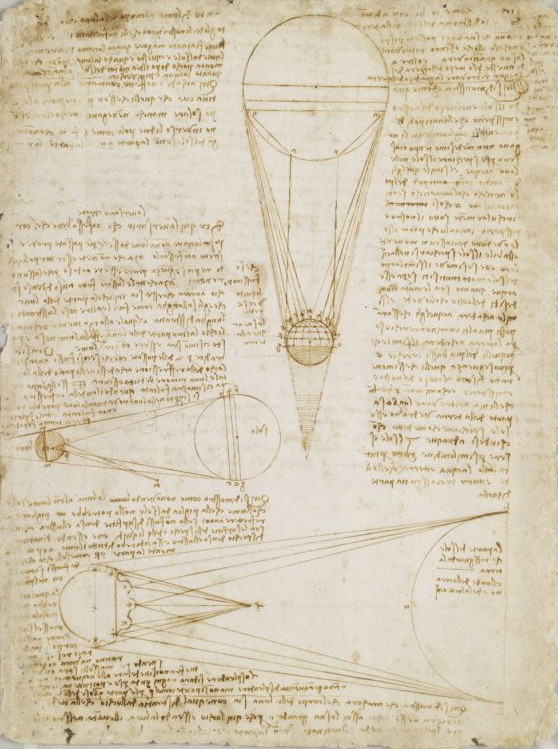
Codex Leicester : Etude sur les planètes.

Le Codex Leicester est une collection d'écrits essentiellement scientifiques de Léonard de Vinci. Il tient son nom du premier comte de Leicester, Thomas Coke, qui l'acheta en 1717. Il se présente sous la forme de 18 feuilles doubles, soit 72 pages.
Le codex donne un rare aperçu de l'esprit de ce penseur, artiste et scientifique de la Renaissance. Il est une exceptionnelle représentation du lien entre art et science ainsi que de la créativité dans le processus scientifique.

## Histoire
Le Codex a été daté aux environs de 1508-1510, par comparaison avec d'autres manuscrits de Léonard[réf. nécessaire]. La plupart des dessins et des manuscrits de Léonard de Vinci furent conservés par son élève Francesco Melzi jusqu’à sa mort en 1570. Le Codex Leicester fait figure d’exception. Le sculpteur Guglielmo della Porta l'avait en sa possession dès 1537. En 1717, le peintre Giuseppe Ghezzi (qui l'avait trouvé parmi d'autres documents ayant appartenu à Guglielmo delle Porta) le vendit à Thomas Coke, comte de Leicester. Le manuscrit resta dans la demeure familiale d’Holkham Hall à Norfolk jusqu’en 1980. Il passa alors en vente chez Christie's le 12 décembre 1980. C’est le milliardaire Armand Hammer qui gagna les enchères. Hammer fit construire le Hammer Museum à Los Angeles, pour abriter sa collection de tableaux et de dessins ainsi que le Codex Leicester qui fut rebaptisé Codex Hammer. En 1994, le musée décida de s'en séparer. Cette fois-ci c'est Bill Gates qui s'en porta acquéreur. Il redonna au manuscrit son nom d'origine, le Codex Leicester.
Le Codex Leicester est exposé tous les ans dans un endroit différent. Ce fut ainsi le cas, en 1997 au Sénat à Paris, en 2004 au Château de Chambord, à Tokyo en 2005, à la Chester Beatty Library de Dublin en 2007 et à l’exposition le Maître de l’Eau à Spa en 2009.
La première édition du Codex Leicester fut l'œuvre de Girolamo Calvi en 1909. Un premier CD-ROM fut consacré au Codex Hammer en 1995 par Alessandro Vezzosi, un second fut réalisé sous la direction de Carlo Pedretti en 1996.
Il est actuellement détenu par Bill Gates, qui l’a acquis pour environ 30 millions de dollars.

## Description
Le Codex est composé de 18 feuilles de papier, chaque feuille est pliée en deux et chaque côté de la feuille est écrit, le document complet comporte donc 72 pages, chacune étant de format 21,8 × 29,5 cm. Les feuillets du Codex ont été numérotés au XVIe  puis reliés au  XVIIe siècle, suivant l'empilement des 18 double feuillets pliés par leur milieu. Cette présentation ne permettait pas la lecture du Codex. La présentation actuelle lui redonne sa configuration initiale sous forme de feuillets séparés tels que Léonard de Vinci l'avait composée. Seule cette présentation pouvait permettre son étude.

## Contenu
Il a la particularité d'être écrit en écriture spéculaire (ou écriture miroir), c'est-à-dire que le texte est à l'envers et qu'il faut le placer devant un miroir pour pouvoir le lire. Les pages sont ponctuées de très nombreux dessins et diagrammes.
Le Codex ne prend pas la forme d'un livre linéaire, c'est un recueil d'observations dans des domaines très divers, à l'image du génie universel qu'était l'auteur : théories sur l'astronomie, les propriétés de l'eau, des roches et des fossiles, l'air, la lumière céleste.
Les différents sujets du Codex :
- Une explication du fait que l'on puisse trouver des fossiles dans les montagnes. Des centaines d'années avant que la tectonique des plaques ne soit acceptée comme une théorie scientifique, Léonard croyait que les montagnes avaient formé le fond des mers il y a longtemps, qui s'est progressivement soulevé pour former les montagnes.

- Le mouvement de l'eau, c'est le sujet principal de l'ouvrage. Parmi d'autres choses, Léonard de Vinci a écrit sur l'écoulement de l'eau dans les rivières, et comment celui-ci est affecté par différents obstacles sur son parcours. À partir de ses observations, il écrivit des recommandations sur la construction des ponts et sur l'érosion.

- La luminosité de la Lune. Léonard imaginait que la Lune était recouverte d'eau, qui réfléchissait la lumière du Soleil. Dans ce modèle, les vagues à la surface de la lune réfléchissaient la lumière solaire dans différentes directions, ceci expliquant que la lune n'est pas aussi brillante que le Soleil lui-même. Il expliqua que le pâle rougeoiement de la Lune montante est causé par la lumière du Soleil réfléchie par la Terre.